# Sonja Barend
Sonja Maria Barend, opgegroeid als Sonja de Groot (Amsterdam, 29 februari 1940), is een Nederlandse voormalig televisiepresentatrice, die ook wel de 'koningin van de talkshow' wordt genoemd. Meer dan veertig jaar was ze op televisie te zien. Eind 2006 hield ze op met het maken van televisie. Naar haar is de jaarlijkse Sonja Barend Award vernoemd, een prijs voor het beste tv-interview van Nederland.

## Biografie
Barend werd in Amsterdam geboren als dochter van de Joodse David Barend (1905-1943) en Wilhelmiena Mecheliena Lobach (1912-1993). Toen ze twee jaar was, werd haar vader door de Duitse bezetter weggevoerd. Een jaar later werd hij in vernietigingskamp Auschwitz vermoord. Onbekend met deze gebeurtenis groeide ze op met de achternaam van haar stiefvader en kwam pas toen ze tien jaar was achter het lot van haar biologische vader.
Na de mulo ging ze als vijftienjarige werken bij de Twentsche Bank. Later noemde ze deze tijd de hel. Barend besloot meer uit haar leven te halen. Ze ging 's avonds naar de hbs en vond werk via een beroepskeuze-adviesbureau. Dat kantoor deed ook zaken met omroepen en zo kwam Barend terecht bij de televisie.

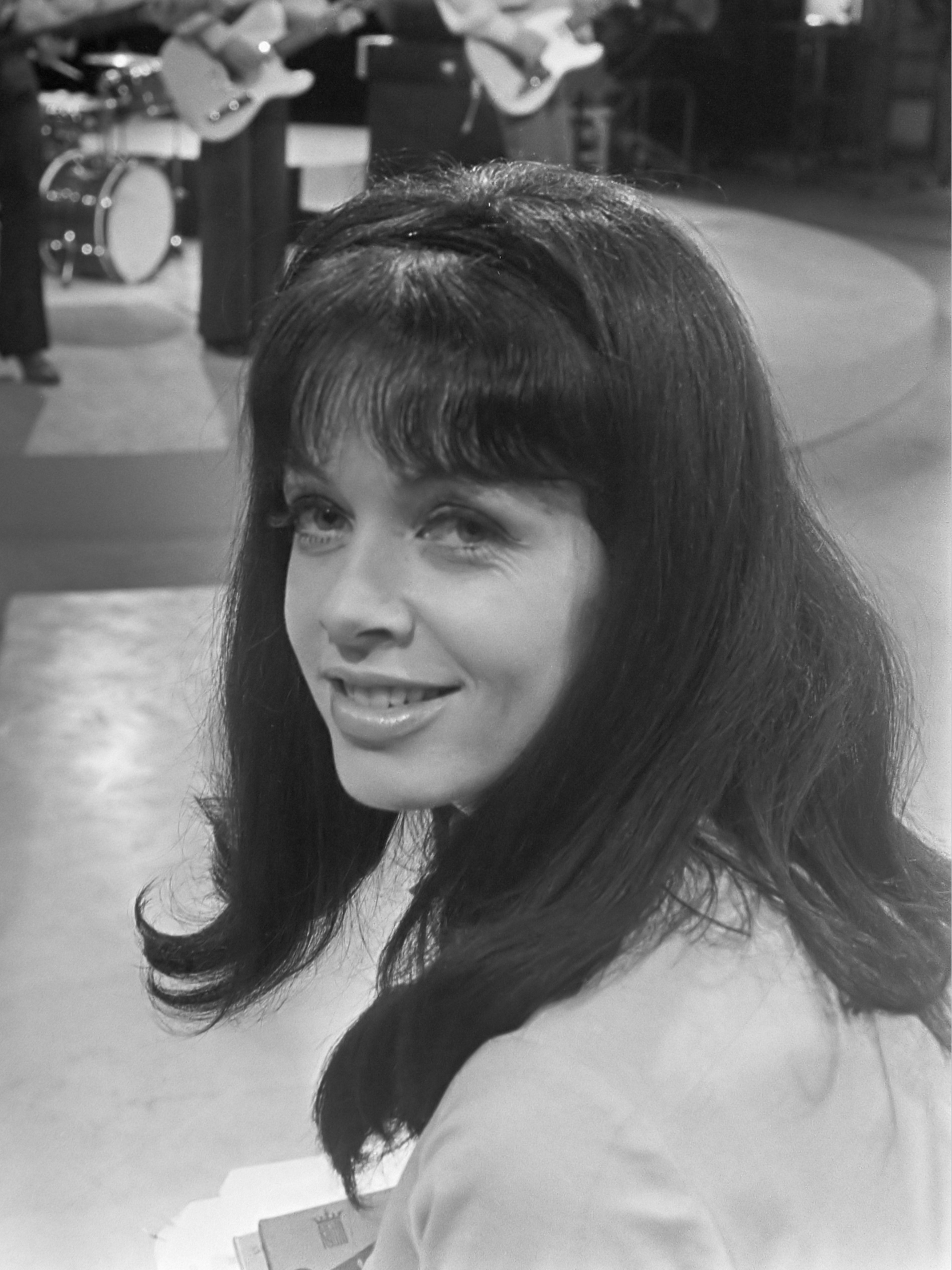
Sonja Barend (1968)

## Loopbaan
In 1966 was Barend voor het eerst op televisie te zien als omroepster bij de NTS waar ze "De jonge onderzoekers" presenteerde. Nadien presenteerde zij programma's bij de VARA, zoals: Uit Bellevue, Dagje ouder en Fenklup, geregisseerd door Ralph Inbar met wie zij op 5 december 1968 trouwde. In 1972 maakte zij de overstap naar de AVRO waar ze achtereenvolgens Sterallures, Een leven in beeld en Sonja 's avonds presenteerde. Bij het spel Wie van de Drie? zat zij in die tijd in het panel. Ze ging vervolgens met haar echtgenoot enige jaren in Israël wonen en werken. Na haar comeback bij de VARA presenteerde zij goed bekeken praatprogramma's als Sonja's goed nieuws show en Sonja op maandag, Sonja op dinsdag (enzovoort). Een sleutelrol op de achtergrond speelde hierbij bedenkster en eindredacteur Ellen Blazer.
Na Mies Bouwman in de jaren zestig en zeventig met tv-programma's waarin amusement en spel de overhand hadden, groeide Barend uit tot Nederlands bekendste vrouwelijke presentator. In haar programma's speelden opinie en actualiteit een belangrijke rol. Ze ontving opiniemakers uit de politiek, kerk en samenleving als kardinaal Simonis en vele mensen uit de wereld van de cultuur, zoals de omstreden schrijver-moordenaar Richard Klinkhamer. Barend tekende ook voor andere programma's, maar maakte vooral naam met haar Sonja op...-reeks. Ze zette er een nog jonge traditie mee voort die was begonnen met Voor de vuist weg... van Willem Duys, zij het dat de aanpak van Barend kritischer en soms ook duidelijk meer sociaal bewogen was. Tussen 1997 en 2002 presenteerde ze met Paul Witteman het praatprogramma Barend & Witteman (later kortweg B&W). Een van haar recentere programma's was Sonja, de meester en de leerling.
Haar bijnaam koningin van de talkshow werd haar op 1 augustus 1999 toebedeeld door Adriaan van Dis in de uitzending van Zomergasten, waarin hij haar interviewde.
Op 22 augustus 2006 maakte Barend bekend dat ze, na het voltooien van een negendelige serie over vijftig jaar televisie, zou stoppen met het maken van televisieprogramma's. Tijdens de laatste aflevering van Sonja op 30 december 2006 ontving zij uit handen van burgemeester Job Cohen van Amsterdam de onderscheiding van Officier in de Orde van Oranje-Nassau voor haar verdiensten voor de Nederlandse televisie. Ter gelegenheid van zestig jaar Nederlandse televisie presenteerde Barend op 8 oktober 2011 nog één keer haar voorheen wekelijkse praatprogramma Sonja op zaterdag. Tijdens dit programma werd de Sonja Barend Award uitgereikt aan Twan Huys.
In 2017 bracht zij haar autobiografische boek Je ziet mij nooit meer terug uit, dat handelt over haar weggevoerde en vermoorde vader en wat dit voor haar voor gevolgen had. Ze schreef ze dat ze haar tv-gasten alles vroeg, maar dat ze de wezenlijke vragen aan haar moeder nooit gesteld kreeg. In januari 2025 distantieerde Barend zich vlak voor de première van het toneelstuk dat over haar boek werd opgevoerd. De makers hadden van haar carte blanche gekregen, met als enige uitzondering dat haar moeder niet als persoon ten tonele mocht worden gebracht. Uiteindelijk verweet ze de makers dat het toneelstuk te veel ging over haar tv-loopbaan.

## Films
- VD (1972)
- Trouble in Paradise (1987)

## Prijzen
- Nederlandse Academy Award (1998)
- Nederlandse Carrière Award (1999)
- Officier in de Orde van Oranje-Nassau (2006)
- (Ere)zilveren Nipkowschijf (2007)

## Interviews
- Coen Verbraak (1996, kerstnummer) in Vrij Nederland en Humo Zonder Schmink
- Liddie Austin (juni 1999) in Opzij
- Hans van der Beek (28 oktober 2000) in Het Parool
- Hanneke Groenteman (2002), nr 25 in VARA TV Magazine
- Coen Verbraak (15 juni 2002) in Vrij Nederland

## Trivia
- De bekende slotzin van haar praatprogramma's was: "Voor straks: lekker slapen en morgen gezond weer op".
- In 1985 interviewde Barend de (later geliquideerde) crimineel Stanley Hillis in haar praatprogramma. Politiewoordvoerder Klaas Wilting noemde dat destijds intriest. In 2019 vertelde ze in De Wereld Draait Door dat ze uit sensatiezucht had gehandeld.[8]
- In 1988 was ze de presentatrice van de negende editie van Kinderen voor Kinderen.
- In 2004 eindigde ze op nr. 126 bij de verkiezing van De grootste Nederlander.
- In de laatste uitzending van Sonja op 30 december 2006 introduceerde ze Frits Barend als haar grote broer. In werkelijkheid is hij heel in de verte (in de vijfde graad) familie van haar.
- Ze trouwde na haar stukgelopen huwelijk met Inbar met architect Abel Cahen.
- Barend is kort en zachtjes te horen op het intro van een album van de Amerikaanse gitarist Joe Satriani (vanaf vijf seconden: "wij wensen haar vanaf deze plek...") op het titelnummer Surfing with the alien. Ze vertelde dit eind jaren tachtig telefonisch in het wekelijks uurtje hardrock en heavy metal op de radio - VARA's Vuurwerk - gepresenteerd door Henk Westbroek.